# Ophiophragmus acutispina
Ophiophragmus acutispina is een slangster uit de familie Amphiuridae.
De wetenschappelijke naam van de soort werd in 1914 gepubliceerd door René Koehler.